# Szent Petronella
Szent Petronella vagy Petronilla (? – Róma, 80 körül) szentként tisztelt ókeresztény nő, a hagyomány szerint Péter apostol leánya.
A hagyomány szerint Péter apostol leánya volt, akit feleségül kért magának egy Flaccus nevű előkelő ifjú. A szüzességet szerető Petronella ismételten elutasította Flaccust, és így szólt hozzáː „Miért akarsz erőszakot használni ilyen gyönge, fegyvertelen leány ellen? Hisz a hajadon szívét nem fenyegetéssel kell megnyerni, hanem szelíd szeretettel. Ha feleségül akarsz venni, engedj még három napot, hogy elkészülhessek a menyegzőre. Akkor küldj értem nemes szüzeket, azok majd palotádba kísérnek.” Petronella a három napi várakozási idő alatt azért imádkozott Istenhez, hogy vegye magához őt és megőrizhesse szüzességét. A legenda szerint magához vette az eucharisztiát, majd valóban el is hunytː így az ünnepi menetből temetési menet lett. A római katolikus egyház szentként tiszteli és május 31. napján üli meg emlékét.